# Євген Оанча
Євген Оанча (рум. Evgheni Oancea; нар. 5 січня 1996, Тирасполь, Молдова) — молдовський футболіст, центральний півзахисник.

## Клубна кар'єра
Народився у Тирасполі. З ранніх років виступав за місцевий «Шериф» із Тирасполя.
Влітку 2019 року перейшов до мінського «Торпедо», але встиг зіграти лише один кубковий матч, перш ніж клуб виключили з чемпіонату. 16 серпня 2019 року перейшов до «СКА-Хабаровська». У лютому 2020 року отримав травму — розрив передньої зв'язки правого колінного суглоба. За два сезони зіграв 22 матчі у ФНЛ, потім повернувся до Молдови. У травні 2021 року залишив клуб. У вересні 2021 року перейшов до «Сфинтул Георге» з Суперліги Молдови. У лютому 2022 року підписав контракт з клубом «Ноах» з Прем'єр-ліги Вірменії. Залишив клуб у травні 2022 року.
У серпні 2022 року перейшов до «Конкордії» з Другої ліги Румунії.
5 березня 2024 року «Равшан» оголосив про підписання 1-річного контракту з Євген Оанчею. 4 травня 2024 року клуб оголосив про відхід з клубу.

## Кар'єра в збірній
З 2012 по 2018 рік грав за юнацькі збірні Молдови (U-17) та (U-19), а також за молодіжну збірну країни.
З 2019 по 2021 рік отримував виклик до національної збірної країни, але так і не зміг дебютувати.

## Статистика виступів

### Клубна
Станом на 2 жовтня 2022 року
| Клуб                | Сезон             | Ліга                          | Ліга  | Ліга | Кубок | Кубок | Єврокубки | Єврокубки | Інші  | Інші | Загалом | Загалом |
| Клуб                | Сезон             | Дивізіон                      | Матчі | Голи | Матчі | Голи  | Матчі     | Голи      | Матчі | Голи | Матчі   | Голи    |
| ------------------- | ----------------- | ----------------------------- | ----- | ---- | ----- | ----- | --------- | --------- | ----- | ---- | ------- | ------- |
| «Шериф» (Тирасполь) | 2015–16           | Національний дивізіон Молдови | 0     | 0    | 1     | 0     | 0         | 0         | 0     | 0    | 1       | 0       |
| «Шериф» (Тирасполь) | 2016–17           | Національний дивізіон Молдови | 13    | 2    | 0     | 0     | 1         | 0         | 0     | 0    | 14      | 2       |
| «Шериф» (Тирасполь) | 2017              | Національний дивізіон Молдови | 16    | 4    | 0     | 0     | 0         | 0         | —     | —    | 16      | 4       |
| «Шериф» (Тирасполь) | 2018              | Національний дивізіон Молдови | 23    | 5    | 2     | 0     | 2         | 0         | —     | —    | 27      | 5       |
| «Шериф» (Тирасполь) | 2019              | Національний дивізіон Молдови | 10    | 3    | 2     | 0     | 0         | 0         | 1     | 0    | 13      | 3       |
| «Шериф» (Тирасполь) | Загалом           | Загалом                       | 62    | 14   | 5     | 0     | 3         | 0         | 1     | 0    | 71      | 14      |
| «Торпедо» (Мінськ)  | 2019              | Вища ліга Білорусі            | 0     | 0    | 1     | 0     | —         | —         | —     | —    | 1       | 0       |
| «СКА-Хабаровськ»    | 2019–20           | ФНЛ                           | 12    | 0    | 2     | 0     | —         | —         | —     | —    | 14      | 0       |
| «СКА-Хабаровськ»    | 2020–21           | ФНЛ                           | 10    | 0    | 0     | 0     | —         | —         | —     | —    | 10      | 0       |
| «СКА-Хабаровськ»    | Загалом           | Загалом                       | 22    | 0    | 2     | 0     | —         | —         | —     | —    | 24      | 0       |
| «Сфинтул Георге»    | 2021–22           | Національний дивізіон Молдови | 10    | 0    | 0     | 0     | —         | —         | —     | —    | 10      | 0       |
| «Ноах»              | 2021–22           | Прем'єр-ліга Вірменії         | 16    | 1    | 0     | 0     | —         | —         | —     | —    | 16      | 1       |
| «Конкордія»         | 2022–23           | Ліга II                       | 1     | 1    | 0     | 0     | —         | —         | —     | —    | 1       | 1       |
| Усього за кар'єру   | Усього за кар'єру | Усього за кар'єру             | 111   | 16   | 8     | 0     | 3         | 0         | 1     | 0    | 123     | 16      |

1. 1 2 3  Матч(і) в Суперкубку Молдови.

## Досягнення
«Шериф» (Тирасполь)
- Національний дивізіон Молдови
  -  Чемпіон (4): 2015/16, 2016/17, 2017, 2018

- Кубок Молдови
  -  Володар (3): 2014/15, 2016/17, 2018/19

- Суперкубок Молдови
  -  Володар (2): 2015, 2016